# Jazz (Album)
Jazz ist das siebte Studioalbum der britischen Rockband Queen. Es  erschien im November 1978 bei EMI. 

## Entstehung und Veröffentlichung
Die Erstveröffentlichung von Jazz erfolgte am 10. November 1978 bei EMI. Das Album erschien in seiner Originalausführung als LP mit 13 Titeln (Katalognummer: 064-61 820). Es umfasst neben Sheer Heart Attack und Flash Gordon die höchste Anzahl an Stücken auf einem Studioalbum von Queen. In den Vereinigten Staaten erschien es vier Tage später bei Elektra Records (Katalognummer: 6E-166). Am 1. Dezember 1986 erschien das Album im Vereinigten Königreich erstmals als CD-Ausführung. Im Juni 1991 erschien in Nordamerika eine Neuauflage bei Hollywood Records die um Remixe der beiden Lieder Bicycle Race und Fat Bottomed Girls erweitert wurde (Katalognummer: HR-61062-2).
Geschrieben wurden die Lieder von den Queen-Mitgliedern John Deacon (2 Lieder), Brian May (3 Lieder), Freddie Mercury (6 Lieder) und Roger Taylor (2 Lieder). Nachdem die vorigen beiden Alben (A Day at the Races und News of the World) von Queen selbst produziert worden waren, kam es bei den Aufnahmen zu Jazz nochmals zu einer – letzten – Zusammenarbeit mit Roy Thomas Baker, dem stilprägenden Koproduzenten der ersten vier Queen-Alben. Erstmals fanden die Aufnahmen außerhalb Großbritanniens statt: Das Album wurde von Juli bis Oktober 1978 in Nizza sowie in den direkt am Genfersee in Montreux gelegenen Mountain Studios – die im folgenden Jahr von Queen übernommen wurden – eingespielt.
Während der erste Teil des Albums vor allem von Mercurys Kompositionen dominiert wird, ist die zweite Hälfte stilistisch und kompositorisch deutlich heterogener ausgeprägt.
Der Albumtitel und das Frontcover mit den konzentrischen Kreisen waren von einem Bild auf der Berliner Mauer inspiriert worden, das den Bandmitgliedern bei einem Berlin-Aufenthalt ins Auge gesprungen war. Das Konzept für die Cover-Gestaltung stammt von Queen, das Design von der Amsterdamer Agentur The Cream Group. Die Fotografen waren David Finch, Chris Hopper und Peter Hince. Der Platte beigelegt war – mit Ausnahme von Nordamerika – ein Poster, das nackte Frauen auf ihren Rennrädern zeigt. Dieses Foto war anlässlich der Videoaufnahmen zu Bicycle Race im Wimbledon Stadion entstanden.
Jazz ist John Harris gewidmet, einem Queen-Roadie seit Beginn der 1970er Jahre. Dem von Autorennen begeisterten Harris hatte bereits Roger Taylors Widmung zu I’m in Love With My Car auf dem Album A Night at the Opera gegolten.

## Titelliste

### Original
Seite 1:
1. Mustapha (Mercury) – 3:01
2. Fat Bottomed Girls (May) – 4:16
3. Jealousy (Mercury) – 3:13
4. Bicycle Race (Mercury) – 3:01
5. If You Can’t Beat Them (Deacon) – 4:15
6. Let Me Entertain You (Mercury) – 3:01

Seite 2:
1. Dead on Time (May) – 3:23
2. In Only Seven Days (Deacon) – 2:30
3. Dreamer’s Ball (May) – 3:30
4. Fun It (Taylor) – 3:29
5. Leaving Home Ain’t Easy (May) – 3:15
6. Don’t Stop Me Now (Mercury) – 3:29
7. More of That Jazz (Taylor) – 4:16

Der Leadgesang stammt in Fun It von Taylor und Mercury, in Leaving Home Ain’t Easy von May und in More of That Jazz von Taylor.
Produziert wurde das Album von Queen und Roy Thomas Baker. Toningenieure waren Geoff Workman sowie John Etchells. Geschrieben und aufgenommen wurden die Stücke zwischen Juli und Oktober 1978 in Montreux (Mountain Studios) und Nizza (Super Bear Studios).

### Alternativversionen
Single Edit:
- Fat Bottomed Girls (1978; auch enthalten auf dem 1981 erschienenen Album Greatest Hits)

5.1-Surround-Sound-Mixe:
- Fat Bottomed Girls
- Bicycle Race
- Don’t Stop Me Now (alle enthalten auf der DVD Greatest Video Hits 1, 2002)

Remixe (von Hollywood Records):
- Fat Bottomed Girls (‚1991 Bonus Remix‘ von Brian Malouf)
- Bicycle Race (‚1991 Bonus Remix‘ von Junior Vasquez)

Von den 13 Liedern des Albums wurden sieben auch live gespielt: Mustapha – Fat Bottomed Girls – Bicycle Race – If You Can’t Beat Them – Let Me Entertain You – Dreamers Ball – Don’t Stop Me Now.

## Singleauskopplungen
| Jahr | Titel                                                         | Höchstplatzierung, Gesamtwochen/‑monate, AuszeichnungChartplatzierungen (Jahr, Titel, , Platzierungen, Wochen/Monate, Auszeichnungen, Anmerkungen) | Höchstplatzierung, Gesamtwochen/‑monate, AuszeichnungChartplatzierungen (Jahr, Titel, , Platzierungen, Wochen/Monate, Auszeichnungen, Anmerkungen) | Höchstplatzierung, Gesamtwochen/‑monate, AuszeichnungChartplatzierungen (Jahr, Titel, , Platzierungen, Wochen/Monate, Auszeichnungen, Anmerkungen) | Höchstplatzierung, Gesamtwochen/‑monate, AuszeichnungChartplatzierungen (Jahr, Titel, , Platzierungen, Wochen/Monate, Auszeichnungen, Anmerkungen) | Höchstplatzierung, Gesamtwochen/‑monate, AuszeichnungChartplatzierungen (Jahr, Titel, , Platzierungen, Wochen/Monate, Auszeichnungen, Anmerkungen) | Anmerkungen                                                  | [↑]: gemeinsam behandelt mit vorhergehendem Eintrag; [←]: in beiden Charts platziert |
| Jahr | Titel                                                         | DE | AT | CH | UK | US | Anmerkungen                                                  |                                                                                      |
| ---- | ------------------------------------------------------------- | --- | --- | --- | --- | --- | ------------------------------------------------------------ | ------------------------------------------------------------------------------------ |
| 1978 | Bicycle Race Doppel-A-Seite                                   | DE27 (12 Wo.)DE | AT21 (1 Mt.)AT | — | UK11 Platin · (12 Wo.)UK | US24 Platin · (12 Wo.)US | Erstveröffentlichung: 13. Oktober 1978 Verkäufe: + 2.600.000 |                                                                                      |
| 1978 | Fat Bottomed Girls Doppel-A-Seite[DE: ↑][AT: ↑][CH: ↑][UK: ↑] | DE27 (12 Wo.)DE | AT21 (1 Mt.)AT | — | UK11 Platin · (12 Wo.)UK | US— ×2DoppelplatinUS | Verkäufe: + 1.030.000                                        |                                                                                      |
| 1979 | Don’t Stop Me Now                                             | DE35 Gold · (8 Wo.)DE | AT38 (8 Wo.)AT | CH52 (23 Wo.)CH | UK9 ×5Silber + Fünffachplatin · (55 Wo.)UK | US86 ×4Vierfachplatin · (4 Wo.)US | Erstveröffentlichung: 26. Januar 1979 Verkäufe: + 8.782.500  |                                                                                      |

## Rezeption
Single Fat Bottomed Girls / Bicycle Race

“Queen loathe the music press. They deserve all the vitriol that may be further hurled at them if this is an accurate preview of the new album.”

„Queen verabscheuen die Musikpresse. Sie verdienen all die Bitterkeit, die ihnen entgegengeschleudert wird, falls dies ein akkurater Ausblick auf das Album sein soll.“

Album Jazz

Jazz has been unfairly slagged in some quarters as an inconsistent and unfocused record; granted, there’s a bit of filler cluttering the second half, […] Jazz emerges as one of Queen’s most playful, maniacally entertaining records. There are a few Freddie Mercury piano ballads and unusually hopped-up metallic rockers, but about half of Jazz is given over to quirky lyrics and/or stylistic detours (which, oddly enough, don’t include any jazz, unless you count the music hall swing of ‚Dreamers Ball‘). […] It’s difficult to discuss Jazz without referring to individual tracks one by one, since it can come off as a collection of moments, but its anything-goes diversity actually helps tie it together. Plus, there’s a giddy sense of fun through most of the album, which helps make it Queen’s strongest since A Night at the Opera.

„Jazz wurde in einigen Kreisen ungerechtfertigterweise als inkonsistentes und unfokussiertes Album gebrandmarkt; zugegeben, die zweite Hälfte ist ein wenig mit Füllmaterial überladen […] Jazz stellt sich heraus als eines von Queens verspieltesten, auf verrückte Weise unterhaltsamsten Alben. Es gibt einige Freddie-Mercury-Pianoballaden und ungewöhnlich sprunghafte metallische Rocknummern, aber ungefähr die Hälfte von Jazz wird auf schrullige Texte und/oder stilistische Entgleisungen verwendet (die kurioserweise aber keinen Jazz beinhalten, den Music-Hall-Swing von ‚Dreamers Ball‘ ausgenommen). […] Es ist schwer, Jazz zu besprechen, ohne auf die Lieder im Einzelnen einzugehen, weil sich daraus eine Sammlung von Augenblicken ergibt, aber der Alles-geht-Abwechslungsreichtum hilft, das Album zusammenzuhalten. Außerdem zieht sich eine schwindelerregende Art von Spaß durch das ganze Album, was es zum besten von Queen seit A Night at the Opera macht.“

Single Don’t Stop Me Now

“Despite everything, Freddie has one of the best voices in rock, and Queen know how to change chords intelligently. Do they own EMI yet?”

„Trotz allem hat Freddie eine der besten Stimmen im Rock, und Queen weiß, wie man Akkorde intelligent abwechselt. Gehört ihnen EMI schon?“

## Kommerzieller Erfolg

### Chartplatzierungen
| ChartsChartplatzierungen       | Höchstplatzierung | Wochen/ Monate |
| ------------------------------ | ----------------- | -------------- |
| Deutschland (GfK)              | 5 (39 Wo.)        | 39 Wo.         |
| Österreich (Ö3)                | 8 (7 Mt.)         | 7 Mt.          |
| Vereinigte Staaten (Billboard) | 6 (18 Wo.)        | 18 Wo.         |
| Vereinigtes Königreich (OCC)   | 2 (29 Wo.)        | 29 Wo.         |

| ChartsJahrescharts (1979) | Platzierung |
| ------------------------- | ----------- |
| Deutschland (GfK)         | 14          |
| Österreich (Ö3)           | 21          |

### Auszeichnungen für Musikverkäufe
| Land/Region                  | Auszeichnungen für Musikverkäufe (Land/Region, Auszeichnung, Verkäufe) | Verkäufe  |
| ---------------------------- | ---------------------------------------------------------------------- | --------- |
| Deutschland (BVMI)           | Gold                                                                   | 250.000   |
| Frankreich (SNEP)            | Gold                                                                   | 100.000   |
| Italien (FIMI)               | Gold                                                                   | 25.000    |
| Kanada (MC)                  | Platin                                                                 | 100.000   |
| Niederlande (NVPI)           | Platin                                                                 | 100.000   |
| Österreich (IFPI)            | Gold                                                                   | 25.000    |
| Polen (ZPAV)                 | Platin                                                                 | 20.000    |
| Schweiz (IFPI)               | Platin                                                                 | 50.000    |
| Vereinigte Staaten (RIAA)    | Platin                                                                 | 1.000.000 |
| Vereinigtes Königreich (BPI) | Gold                                                                   | 100.000   |
| Insgesamt                    | 5× Gold · 5× Platin ·                                                  | 1.760.000 |

Hauptartikel: Queen (Band)/Auszeichnungen für Musikverkäufe